# Beta Cancri
Tarf eller Beta Cancri (β Cnc / β Cancri), som är stjärnans Bayerbeteckning, är en dubbelstjärna i den sydvästra delen av stjärnbilden Kräftan. Den har en genomsnittlig skenbar magnitud på 3,54, är den ljusaste stjärnan i stjärnbilden och är synlig för blotta ögat där ljusföroreningar ej förekommer. Baserat på parallaxmätning inom Hipparcosuppdraget på ca 11,2 mas, beräknas den befinna sig på ett avstånd på ca 290 ljusår (ca 89 parsek) från solen. 

## Nomenklatur
Beta Cancri har det traditionella namnet Al Tarf, som kan översättas från arabiska som "slut" eller "kant".
År 2016 organiserade Internationella astronomiska unionen en arbetsgrupp för stjärnnamn (WGSN) med uppgift att katalogisera och standardisera riktiga namn för stjärnor. WGSN fastställde namnet Tarf för Beta Cancri i juni 2018 och detta är nu inskrivet i IAU:s Catalog of Star Names.

## Egenskaper
Primärstjärnan Beta Cancri A, är en orange till röd jättestjärna av spektralklass K4 III Ba1 och en bariumstjärna, som har ett förhöjt överskott av barium. Den har en radie som är ca 61 gånger större än solens och utsänder från dess fotosfär ca 871 gånger mera energi än solen vid en effektiv temperatur av ca 4 000 K.
Beta Cancri A har en svag följeslagare, Beta Cancri B, av magnitud +14, som är en röd dvärg. Den är separerad med ca 29 bågsekunder (motsvarande 2 600 AE) från primärstjärnan och har en omloppsperiod på 76 000 år.
År 2014 presenterades bevis för en planet som kretsar kring Beta Cancri. Med hjälp av radialhastighetsdata från upprepade observationer av stjärnan beräknas planeten ha en minsta massa på ca 7,8 gånger den hos Jupiter och en omloppsperiod på 605 dygn.